# 저산소혈증
저산소혈증(hypoxemia, hypoxaemia라고도 표기)은 혈액 내 산소 수치가 비정상적으로 낮은 상태이다. 더 구체적으로는 동맥 혈액 내 산소 결핍을 의미한다. 저산소혈증은 대개 호흡계 질환에 의해 발생한다. 때때로 공기 중 산소 농도가 감소하여 저산소혈증을 유발하기도 한다.

## 정의
저산소혈증은 동맥혈 내 산소 수치가 낮은 것을 말한다. 조직 저산소증은 신체 조직 내 산소 수치가 낮은 것을 의미하며, 저산소증이라는 용어는 산소 수치가 낮은 것을 의미하는 일반적인 용어이다. 저산소혈증은 대개 폐 질환에 의해 발생하지만, 조직 산소화는 대사 요구를 충족시키기 위해 추가적으로 적절한 혈액 순환과 조직 관류를 필요로 한다.
저산소혈증은 일반적으로 동맥혈 내 산소의 부분 압력 (mmHg) 감소뿐만 아니라, 산소 함량(dl 혈액당 산소 ml) 또는 적혈구 내 산소 결합 단백질인 헤모글로빈의 산소 포화도 백분율 감소로 정의되며, 이들은 단독 또는 조합으로 나타난다.
동맥혈 가스 측정에서 산소의 부분 압력이 정상보다 낮게 나타나는 것이 저산소혈증을 구성한다는 일반적인 동의가 있지만, 혈액의 산소 함량이 저산소혈증을 결정하는 데 관련이 있는지에 대해서는 의견 일치가 덜하다. 이 정의는 헤모글로빈에 의해 운반되는 산소를 포함할 것이다. 따라서 혈액의 산소 함량은 때때로 저산소혈증이 아닌 조직 전달의 척도로 간주된다.
극심한 저산소증을 무산소증이라고 부르는 것처럼, 극심한 저산소혈증을 무산소혈증이라고 부를 수 있다.

## 징후 및 증상
급성 상황에서 저산소혈증은 호흡곤란증후군과 같은 증상을 유발할 수 있다. 여기에는 호흡곤란, 호흡 속도 증가, 호흡을 위한 가슴 및 복부 근육 사용, 입술 오므리기 등이 포함된다.:642
만성 저산소혈증은 보상되거나 비보상될 수 있다. 보상으로 인해 처음에는 증상이 간과될 수 있지만, 추가적인 질병이나 기초대사율 증가와 같은 스트레스는 마침내 기존 저산소혈증을 드러낼 수 있다. 보상된 상태에서는 환기가 덜 되는 폐 영역으로 공급되는 혈관이 선택적으로 수축하여 혈액을 환기가 더 잘 되는 폐 영역으로 전환시킬 수 있다. 그러나 만성 상황에서, 그리고 폐가 일반적으로 잘 환기되지 않으면, 이 메커니즘은 폐고혈압을 유발하여 심장의 우심실에 과부하를 주고 폐성 심장병 및 우심부전을 초래할 수 있다. 적혈구증가증도 발생할 수 있다. 어린이의 만성 저산소혈증은 성장 지연, 신경학적 발달 및 운동 발달 지연, 그리고 잦은 수면 각성과 함께 수면의 질 저하로 나타날 수 있다.
저산소혈증의 다른 증상으로는 청색증, 곤봉지, 그리고 저산소혈증의 원인과 관련된 증상인 기침 및 객혈 등이 포함될 수 있다.:642
혈액 내 산소의 부분 압력이 60 mmHg (8.0 kPa) 미만일 때 심각한 저산소혈증이 일반적으로 발생하며, 이는 산소-혈색소 해리 곡선의 가파른 부분의 시작으로, 산소의 부분 압력의 작은 감소가 혈액의 산소 함량에 큰 감소를 초래한다. 심각한 저산소증은 호흡부전으로 이어질 수 있다.

## 원인
저산소혈증은 혈액 내 산소 부족을 의미한다. 따라서 폐로 들어오는 공기의 속도 또는 부피(환기)에 영향을 미치는 모든 원인 또는 폐에서 혈액으로 공기가 이동하는 데 영향을 미치는 모든 원인은 저산소혈증을 유발할 수 있다. 이러한 호흡기 원인뿐만 아니라 심혈관계 원인, 예를 들어 션트도 저산소혈증을 초래할 수 있다.
저산소혈증은 과소환기, 환기-관류 불일치, 우심-좌심 션트, 확산 장애, 낮은 PO2의 다섯 가지 원인 범주에 의해 발생한다. 낮은 PO2와 과소환기는 정상적인 폐포-동맥 산소 분압차 (A-a gradient)와 관련이 있는 반면, 다른 범주는 A-a gradient 증가와 관련이 있다. :229

### 환기
폐포 환기가 낮으면 신체가 사용하기에 충분한 산소가 폐포로 전달되지 않는다. 이는 폐가 정상이더라도 발생할 수 있으며, 이는 뇌간의 환기 조절 또는 신체의 효과적인 호흡 능력 부족으로 인한 것이다.

#### 호흡 조절
호흡 조절은 숨뇌에 있는 중심에 의해 조절되며, 이는 호흡 속도와 각 호흡의 깊이에 영향을 미친다. 이는 중추신경계와 경동맥 및 대동맥체에 각각 위치한 중추 및 말초 화학수용체에 의해 결정되는 혈액의 이산화 탄소 수준에 의해 영향을 받는다. 저산소증은 호흡 중추가 제대로 기능하지 않거나 신호가 부적절할 때 발생한다:
- 뇌졸중, 뇌전증, 경추 골절은 모두 규칙적인 충격을 생성하여 가로막신경을 통해 호흡을 담당하는 근육인 가로막으로 전달하는 숨뇌의 호흡 중추를 손상시킬 수 있다.
- 호흡 조절 감소는 혈액 내 이산화 탄소 감소 상태인 대사성 알칼리증의 결과일 수도 있다.
- 중추수면무호흡. 수면 중에 뇌의 호흡 중추가 활동을 멈춰 잠재적으로 심각한 결과를 초래할 수 있는 무호흡 기간이 길어질 수 있다.
- 과호흡 후 장기간의 숨 참기. 일부 수영 선수들이 시도하는 이러한 과호흡은 폐의 이산화 탄소 양을 줄인다. 이는 호흡 욕구를 감소시킨다. 그러나 이는 또한 혈중 산소 수치 감소가 감지되지 않음을 의미하며, 저산소혈증을 초래할 수 있다.[12]

#### 신체 상태
물리적으로 공기 흐름을 제한하는 다양한 상태는 저산소혈증을 유발할 수 있다.
- 질식, 폐쇄수면무호흡에서와 같이 일시적인 호흡 중단 또는 중단, 또는 침구가 영아의 호흡을 방해하는 것, 영아돌연사증후군의 추정 원인.
- 척주옆굽음증 및 척주뒤굽음과 같은 흉부의 구조적 변형은 호흡을 제한하고 저산소증을 유발할 수 있다.
- 근육 약화는 새로운 공기를 폐로 끌어들이는 주요 근육인 가로막의 기능을 제한할 수 있다. 이는 선천 결함인 운동 뉴런 질환과 같은 선천적 질병의 결과일 수 있으며, 심한 만성 폐쇄 폐 질환 사례에서의 피로와 같은 후천적 상태일 수도 있다.

#### 환경 산소

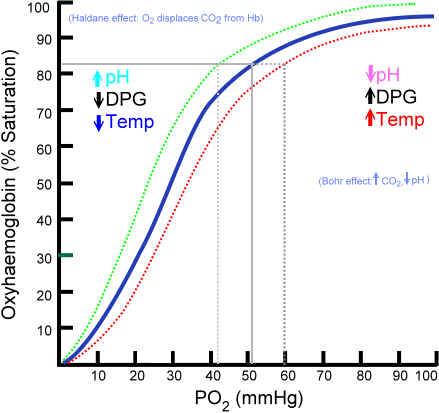
산소-헤모글로빈 해리 곡선

공기 중 산소의 비율이 낮거나 산소의 부분 압력이 감소한 조건에서는 폐의 폐포에 산소가 적게 존재한다. 폐포 산소는 적혈구 내 운반 단백질인 헤모글로빈으로 전달되며, 이 전달 효율은 공기 중 산소의 부분 압력에 따라 감소한다.
- 고도. 외부 산소 부분압은 고도에 따라 감소한다. 예를 들어 고도가 높은 지역이나 항공 중에 그렇다. 이 감소는 헤모글로빈에 의한 산소 운반을 감소시킨다.[13] 이는 에베레스트산 및 기타 극고봉 등반가에게서 뇌 저산소증 및 고산병의 원인으로 특히 나타난다.[14][15] 예를 들어, 에베레스트산 정상의 산소 부분압은 43mmHg에 불과하지만, 해수면에서는 150mmHg이다.[16] 이러한 이유로 항공기 객실 압력은 5,000 ~ 6,000피트 (1500 ~ 1800m)로 유지된다.[17]
- 잠수. 잠수 중 저산소증은 갑작스러운 수면 위로 상승으로 인해 발생할 수 있다. 잠수 시 가스의 부분압은 10미터마다 1기압씩 증가한다. 이는 수심에서는 헤모글로빈에 의한 적절한 운반을 유지하기에 충분한 산소의 부분압이 가능하지만, 수면에서는 불충분할 수 있음을 의미한다. 수중에서 계속 머무는 잠수사는 산소를 서서히 소모하며, 수면으로 상승할 때 산소의 부분압이 불충분할 수 있다(얕은 수심 실신). 이는 수심에서 깊은 수심 실신으로 나타날 수 있다.
- 질식. 호흡 혼합물의 산소 보충이 감소하여 흡입된 공기 중 산소 농도가 감소한다.
- 마취. 핑크 효과 또는 확산 저산소증으로 인해 흡입 마취에서 대기 공기로 전환할 때 폐의 산소 부분압이 낮다.
- 산소가 고갈된 공기 역시 치명적임이 입증되었다. 과거에 마취기는 오작동하여 환자에게 저산소 가스 혼합물을 전달한 적이 있다. 또한, 이산화 탄소 스크러버를 사용하여 소모된 산소 보충에 충분히 주의를 기울이지 않으면 밀폐된 공간에서 산소가 소모될 수 있다.
- 저산소 또는 무산소 호흡 가스 혼합물, 진공 또는 기타 극저압 환경에 노출되면 폐포의 혈액에서 산소가 제거된다.[18]

### 관류

#### 환기-관류 불일치
이는 환기/관류 균형의 혼란을 의미한다. 폐로 들어가는 산소는 일반적으로 폐포-모세혈관막을 가로질러 혈액으로 확산된다. 그러나 폐포가 불충분하게 환기될 때 이러한 평형은 일어나지 않으며, 결과적으로 해당 폐포에서 나오는 혈액은 상대적으로 저산소증 상태가 된다. 이러한 혈액이 환기가 잘 되는 폐포에서 나오는 혈액과 혼합될 때, 혼합물은 폐포 공기보다 낮은 산소 부분압을 가지므로 A-a 차이가 발생한다. 환기-관류 불일치를 유발할 수 있는 상태의 예는 다음과 같다.
- 운동. 적당한 활동과 운동은 환기-관류 일치를 개선하지만,[19] 강도 높은 운동 중에는 기존 폐 질환으로 인해 저산소혈증이 발생할 수 있다.[20] 운동 중에는 저산소혈증의 거의 절반이 확산 제한(다시 평균적으로) 때문이다.[21]
- 노화. 환기와 관류 사이의 불일치는 나이가 들면서 더욱 심해지며, 저산소 상태에 대한 보상 능력도 감소한다.[8] :646
- 폐 간질에 영향을 미치는 질환은 동맥으로 산소가 확산되는 능력을 저하시켜 저산소증을 유발할 수도 있다. 이러한 질환의 예로는 폐섬유증이 있으며, 이 경우 안정 시에도 저산소혈증의 5분의 1은 확산 제한(평균적으로) 때문이다.[21]
- 급성 또는 만성 호흡곤란을 유발하는 질환은 저산소증을 유발할 수 있다. 이러한 질환은 급성으로 발병할 수 있다(예: 무언가를 흡입하여 인한 폐쇄 또는 폐 색전증) 또는 만성일 수 있다(예: 만성 폐쇄성 폐질환).
- 간경화증은 폐를 통한 높은 혈류 속도로 인해 환기-관류 불일치를 초래하여 불응성 저산소혈증이 동반될 수 있다.[22]
- 지방 색전 증후군은 폐 모세혈관에 지방 방울이 침착되는 질환이다.[23]

#### 션트
션트는 폐 순환을 우회하는 혈액을 의미하며, 이는 혈액이 폐포에서 산소를 공급받지 못함을 의미한다. 일반적으로 션트는 심장 또는 폐 내에 있을 수 있으며, 산소 투여만으로는 교정할 수 없다. 션트는 정상적인 상태에서도 발생할 수 있다.
- 기관지동맥 순환을 통해 발생하는 해부학적 션트는 폐 조직에 혈액을 공급한다. 가장 작은 심장 정맥에 의해서도 션트가 발생하며, 이 정맥은 직접 좌심실로 비워진다.
- 생리적 션트는 중력의 효과로 인해 발생한다. 폐 순환에서 가장 높은 혈액 농도는 폐의 꼭대기에 있는 가장 높은 가스 압력에 비해 폐 나무의 기저부에서 발생한다. 폐포는 얕은 호흡에서는 환기가 되지 않을 수 있다.

션트는 질병 상태에서도 발생할 수 있다.
- 급성호흡곤란증후군(ARDS). 폐포 허탈은 생리적 션트의 양을 증가시킬 수 있으며, 산소화 증가와 허탈된 폐포를 재흡입하기 위한 양압의 조합을 통해 관리할 수 있다.[24][25]
- 동맥관 개존증, 난원공 개존증, 심방중격결손증 또는 심실중격결손과 같은 병리학적 션트. 이러한 상태는 심장의 오른쪽에서 왼쪽으로 혈액이 직접 이동하는 것으로, 폐를 먼저 통과하지 않는다. 이는 우심-좌심 션트로 알려져 있으며, 종종 선천적이다.

### 운동
운동 유발 동맥성 저산소혈증은 훈련된 개인이 운동 중 동맥 산소 포화도가 93% 미만일 때 발생한다. 이는 다양한 연령과 성별의 건강하고 건강한 개인에게서 발생한다. 훈련으로 인한 적응에는 심장 비대에 따른 심박출량 증가, 정맥 환류 개선, 근육의 대사성 혈관 확장, VO2 max 증가 등이 포함된다. VCO2의 상응하는 증가가 있어야 하며, 따라서 대사성 산증을 방지하기 위해 이산화 탄소를 제거해야 한다. 이러한 개인에게서 저산소혈증은 증가된 폐 혈류로 인해 발생한다.
- 모세혈관 통과 시간 감소는 폐 모세혈관 내 혈류 증가로 인한 것이다. 안정 시 모세혈관 통과 시간(tc)은 약 0.8초로, 산소가 순환으로 확산되고 CO2가 순환 밖으로 확산될 충분한 시간을 제공한다. 훈련 후에도 모세혈관 용적은 동일하지만 심박출량은 증가하여 모세혈관 통과 시간이 감소하며, 최대 작업 속도에서는 훈련된 개인의 경우 약 0.16초까지 감소한다. 이는 가스 확산에 충분한 시간을 제공하지 못하고 저산소혈증을 초래한다.
- 폐동맥-정맥 션트는 정맥압이 너무 높아졌을 때 동원되는 폐 내의 잠복 모세혈관이다. 이들은 일반적으로 가스 확산이 일어나지 않는 데드스페이스 영역에 위치하여, 혈액이 통과해도 산소화되지 않아 저산소혈증을 초래한다.

## 생리학
특정 저산소혈증 사례에 폐가 관련되어 있는지 이해하는 데 중요한 것은 폐포 산소 수치와 동맥 산소 수치 사이의 차이이다. 이 A-a 차이는 종종 A-a 기울기라고 불리며 일반적으로 작다. 동맥 산소 부분압은 동맥 혈액 가스 측정에서 직접 얻는다. 폐포 공기에 포함된 산소는 공기 중 그 부분적 조성에 직접 비례하므로 계산할 수 있다. 기도에서 흡입된 공기를 가습(따라서 희석)하므로, 대기압은 수증기압에 의해 감소한다.

## 역사
저산소혈증이라는 용어는 원래 높은 고도에서 발생하는 낮은 혈중 산소를 설명하는 데 사용되었으며, 일반적으로 혈액 산소화의 결함을 의미했다.
현대에 와서는 스마트워치를 포함하여 저산소혈증을 감지하는 많은 도구가 있다. 2022년 한 연구에 따르면 스마트워치는 표준 의료 기기만큼 단시간 저산소혈증을 감지할 수 있는 것으로 나타났다.

## 추가 자료
- West JB (2012). 《Pulmonary Pathophysiology: The Essentials》 8판. Lippincott Williams & Wilkins. ISBN 978-1-4511-0713-5.
- Anderson KN (2002). 《Mosby's Medical, Nursing & Allied Health Dictionary》 6판. C.V. Mosby. ISBN 978-0-323-01430-4.
- Hess D, MacIntyre N, Mishoe S (2012). 〈Respiratory Care: Principles and Practice〉.   Hess DR, MacIntyre NR, Mishoe SC, Galvin WF, Adams AB. 《Jones and Bartlet Learning》 2판. Jones & Bartlett Learning. ISBN 978-0-7637-6003-8.
- Samuel J, Frankling C (2008). 〈Hypoxemia and Hypoxia〉.   Myers JA, Millikan KW, Saclarides TJ. 《Common Surgical Diseases》 2판. Springer. 391–394쪽. ISBN 978-0-387-75245-7.